# Dos vells rondinaires
Dos vells rondinaires (títol original: Grumpy Old Men) és una pel·lícula estatunidenca de Donald Petrie estrenada l'any 1993. Ha estat doblada al català.

## Argument
John Gustavson i Max Goldman són veïns des de la seva infantesa. Són els millors amics del món però s'insulten i es barallen tot el dia. Quan Ariel, una magnífica i excèntrica dona d'edat madura es trasllada al seu barri, la guerra dels dos rondinaires arriba al seu apogeu.

## Repartiment
- Jack Lemmon: John
- Walter Matthau: Max
- Ann-Margret: Ariel
- Burgess Meredith: Avi Gustafson
- Daryl Hannah: Melanie
- Kevin Pollak: Jacob
- Ossie Davis: Chuck
- Buck Henry: Snyder

## Al voltant de la pel·lícula
- Aquest film s'inscriu en la sèrie de films que reuneixen Jack Lemmon i Walter Matthau.[3]
- Aquest film ha tingut una continuació: Grumpier Old Men. El càsting és el mateix i Sophia Loren va ser convidada en aquest segon opus.[3]
- El 1996 Walter Matthau i Ossie Davis es troben de nou a la comèdia "Els còmplices de Central Park"